# Nyílfarkú pusztaityúk
A nyílfarkú pusztaityúk (Pterocles alchata) a madarak (Aves) osztályának pusztaityúk-alakúak (Pteroclidiformes) rendjébe, ezen belül a pusztaityúkfélék (Pteroclididae) családjába tartozó faj.

## Előfordulása
Európa délkeleti részén, Észak-Afrikában, a Közel-Keleten és Ázsia középső területein honos. A száraz sivatagok lakója.

## Alfajai
- Pterocles alchata alchata
- Pterocles alchata caudacutus

## Megjelenése
Testhossza 28 centiméter. Fekete szemsávja, szürke keretezett, barna begyörve és hegyes farka van.

## Életmódja
Magvakkal és más növényi részekkel táplálkozik. Itatóhelye nagy távolságra is lehet a fészkelőhelyétől.

## Szaporodása
A talajon lévő mélyedésbe rakja tojásait.
|  |